# الدولة العميقة في الولايات المتحدة

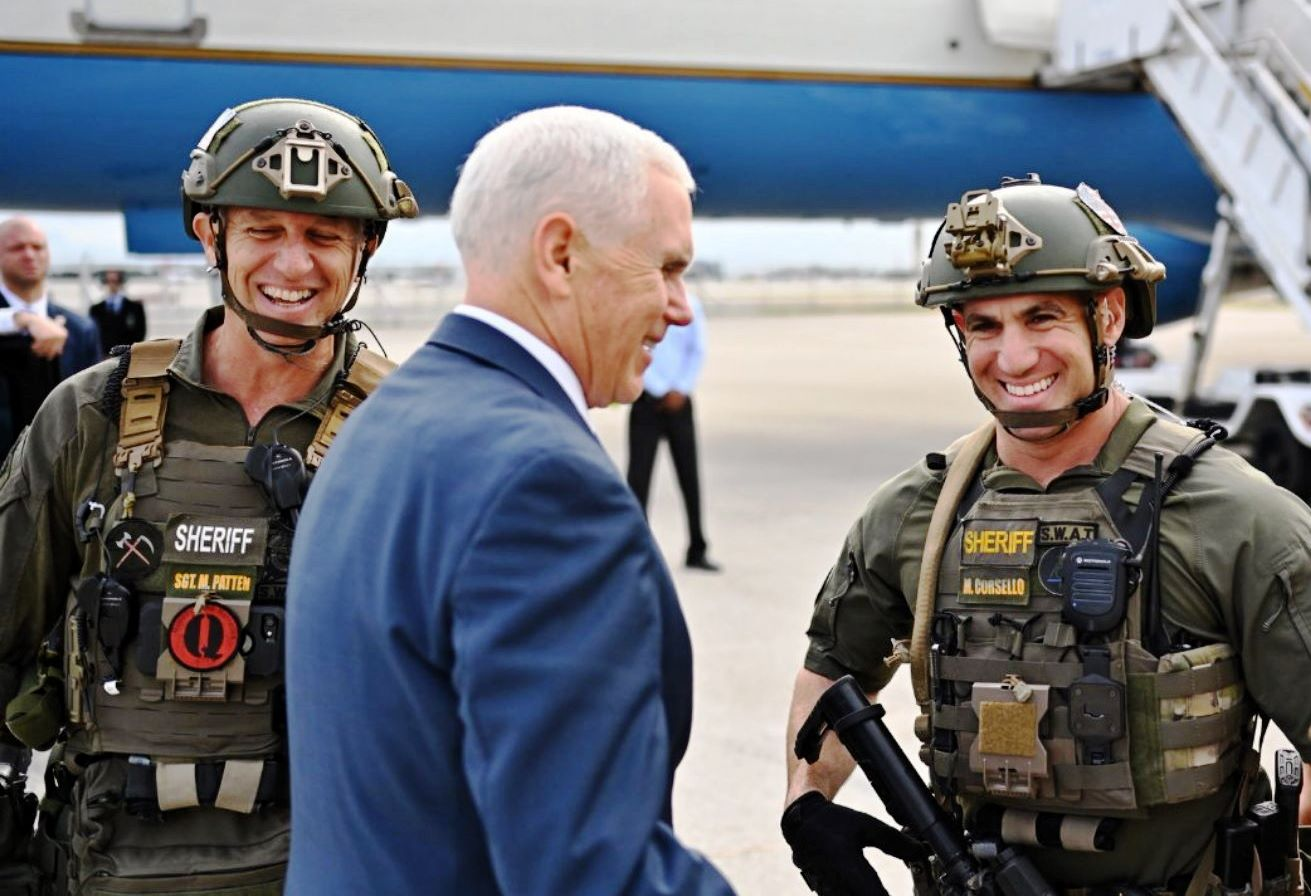

الدولة العميقة في الولايات المتحدة (بالإنجليزية: Deep state in the United States) هي نظرية مؤامرة التي تشير إلى التواطؤ والمحسوبية الموجودة داخل النظام السياسي الأمريكي. فالدولة العميقة الأمريكية تشكل حكومة خفية داخل حكومة منتخبة شرعًا.
يعتقد الباحث «مايك لوفكرين» أن هناك رابطة هجينة قادرة على حكم الولايات المتحدة على نحو فعال دون الرجوع إلى موافقة المحكوم، وتتألف من عناصر الحكومة وعناصر من أعلى من المستويات التمويل والصناعة.
وقد صيغ المصطلح في الأصل نسبيًا للإشارة إلى جهاز دولة غير مرئي في تركيا، "متكوناً من عناصر رفيعة المستوى داخل أجهزة الاستخبارات العسكرية والأمنية والقضائية والجريمة المنظمة " وشبكات مزعومة مماثلة في بلدان أخرى بما في ذلك مصر، أوكرانيا، إسبانيا، كولومبيا، إيطاليا، إسرائيل وبلدان أخرى.

## التعاريف
وفقًا للصحفي روبرت وورث «التعبير عن الدولة العميقة قد نشأ في تركيا في التسعينيات، حيث تواطأ الجيش مع تجار المخدرات، والقتلة لشن حرب قذرة ضد المتمردين الأكراد».
من المرجح أن مصطلح «الدولة العميقة» هو (بالتركية: derin devlet)، حرفيًا: «الدولة العميقة»، أو «النظام السياسي العميق»
في كتاب «إخفاء الدولة» يقول البروفيسور جيسون رويس ليندسي: إنه حتى بدون وجود جدول أعمال تآمري، فإن مصطلح الدولة العميقة، مفيد لفهم جوانب مؤسسة الأمن القومي في البلدان المتقدمة، مع التركيز على الولايات المتحدة.
كتب ليندسي، أن الدولة العميقة تستمد القوة من مجتمع الأمن القومي، والمخابرات، وهو عالم يَعتبِرُ أن السرية، هي مصدر القوة.
يذكر ألفريد دبليو مكوي أن الزيادة في قوة مجتمع الاستخبارات الأمريكي، منذ هجمات 11 سبتمبر/أيلول «شيدت فرعًا رابعًا من الحكومة الأمريكية»، وهو «مستقل من نواح كثيرة عن السلطة التنفيذية، وبشكل متزايد».
في مقال نشرته مجلة الشؤون الخارجية، والتوسع اللاحق في مراجعة القانون، يرفض أستاذ القانون، بجامعة كاليفورنيا في الولايات المتحدة، جون دي مايكلز «فرضية الدولة العميقة الأمريكية» دفاعًا عما يصفه «الدولة الإدارية» ضد محاولات ترامب «تفكيك» ذلك.
يجادل مايكلز بأن مفهوم «الدولة العميقة» أكثر صلة بالحكومات النامية، مثل مصر، وباكستان، وتركيا، «حيث من المعروف أن النخب الغامضة في الوزارات العسكرية والحكومية تتصدى، أو تتحدى ببساطة التوجيهات الديمقراطية» من الولايات المتحدة، «حيث تكون هياكل السلطة الحكومية شفافة تقريبًا بالكامل».
وفقًا لـ ديفيد جيرغن الذي نقلت عنه مجلة التايم، تم الاستيلاء على المصطلح من قبل ستيف بانون وبرييبارت نيوز وغيرهم من مؤيدي إدارة ترامب، من أجل نزع الشرعية عن منتقدي الرئاسة الحالية. تم رفض نظرية «الدولة العميقة» من قبل المؤلفين لصحيفة نيويورك تايمز ونيويورك أوبزرفر. يقول البروفيسور جوزيف أوسينسكي من جامعة ميامي: «كان المفهوم شائعًا دائمًا بين منظري المؤامرة، سواء كانوا يسمونه حالة عميقة أو أي شيء آخر».
استخدم إدوارد سنودن الذي كان موظف سابق في وكالة الأمن القومي، المصطلح عمومًا للإشارة إلى تأثير الموظفين المدنيين على المسؤولين المنتخبين: «الدولة العميقة ليست فقط وكالات الاستخبارات، إنها حقًا وسيلة للإشارة إلى بيروقراطية الحكومة المهنية، هؤلاء مسؤولون الذين يجلسون في مناصب قوية، ولا يغادرون عندما يغادر الرؤساء، والذين يشاهدون الرؤساء يأتون ويذهبون، وهم يؤثرون في السياسة ويؤثرون على الرؤساء».
وفي مقال رأي كتبه اللغوي جيفري نونبيرغ قال: (عميق «الدولة» هي علامة مرنة -اعتمادًا على المناسبة-) و (قصتها تتوافق مع القواعد النحوية المعقدة لروايات المؤامرة). وناقش أيضًا التغيير في «شبح التوأم للخطاب المحافظ» من «المستنقعات المدللة» البيروقراطية لـ «الحكومة الكبيرة» إلى «الأيديولوجيين المتواطئين» الذين «ينظمون مخططات معقدة».
وفقًا للعالم السياسي جورج فريدمان فإن «الدولة العميقة» موجودة منذ عام 1871 وتستمر تحت الحكومة الفيدرالية، وتسيطر على السياسات وتعيد تشكيلها باستمرار؛ في هذا الرأي الخدمة المدنية الأمريكية تم إنشاؤها للحد من سلطة الرئيس، قبل عام 1871 م كان بإمكان الرئيس اختيار موظفين فدراليين، خدموا جميعًا برضى الرئيس. لم يعد هذا هو الحال في 20 مارس/آذار 2018، قال السناتور راند بول: (بالتأكيد هناك دولة عميقة، لأن الدولة العميقة هي أن مجتمعات الاستخبارات ليس لديها رقابة) وتابع قائلاً: (ليس هناك شك [التشديد في الأصل] بين أعضاء مجلس الشيوخ الجمهوريين الأربعة وأربعة «الذين يفترض أنهم» يوفرون الرقابة، حتى تصبح مجتمعات الاستخبارات بسلطتها الهائلة دولة عميقة).
في 4 ديسمبر/كانون الأول 2018 أضاف بول، في تعليقه على مدير المخابرات المركزية الأمريكية إحاطة لهؤلاء الشيوخ الثمانية فقط بدلاً من مجلس الشيوخ بأكمله: «الدولة العميقة تريد أن تبقي الجميع في الظلام، هذا أمر مثير للسخرية!». في 10 ديسمبر/كانون الأول 2018 قال: (إن تعريف «الدولة العميقة» هو عندما لا يُسمح لذات الأشخاص، قادة الكونغرس -الأشخاص الذين ينتخبهم الشعب- بسماع المعلومات الاستخباراتية.
في مقالة في موقع مويرز أند كومباني على الويب، يؤكد جون لايت أن مصطلح الدولة العميقة "قد استخدم لعقود في الخارج لوصف أي شبكة من المسؤولين الحكوميين الراسخين الذين يعملون بشكل مستقل عن السياسيين المنتخبين ويعملون لتحقيق غاياتهم الخاصة"، ولكن خلال عصر ترامب، تم تعبير هذا المصطلح ليعني "جزءًا لا يتجزأ من المؤسسة الليبرالية، تلك الجماهير تقاوم ترشيح مسلسل نجمة تلفزيون الواقع طوال الوقت". كتب مايكل كراولي، كبير مراسلي الشؤون الخارجية في بوليتيكو: " تكمن سياسة الملاءمة في حقيقة أن شريحة كبيرة من حكومة الولايات المتحدة تعمل حقًا دون قدر كبير من الشفافية أو التدقيق العام، وقد أساءت استخدام سلطاتها الهائلة بطرق لا تعد ولا تحصى.

## السياسة الأمريكية
ارتبط مصطلح «الدولة العميقة» بـ "المجمع الصناعي العسكري" من قبل العديد من المؤلفين حول هذا الموضوع. أثيرت المخاطر المحتملة من المجمع الصناعي العسكري في خطاب الوداع الذي ألقاه الرئيس دوايت أيزنهاور في عام 1961: "في مجالس الحكومة، يجب علينا أن نحذر من اكتساب نفوذ لا مبرر له، سواء كان مطلوبًا أو غير مطلوب، من قبل المجمع الصناعي العسكري. إمكانات الصعود الكارثي للقوة في غير محله موجودة وستستمر. ستيفن ف. كوهين في كتابه" الحرب مع روسيا (صدر في 27 نوفمبر/تشرين الثاني 2018)، يدعي أنه "يبدو أن قمة أمريكية ـ سوفيتية واحدة على الأقل قد تم تخريبها. تم إحباط اجتماع أيزنهاور خروتشوف الثالث، المقرر عقده في باريس في عام 1960، بسبب انهيار الاتحاد السوفيتي لإطلاق سراح الولايات المتحدة أرسلت طائرتان تجسسيتان، كما يظن البعض، من قبل أعداء "الدولة العميقة" من الانفصال ".ادعى مايك لوفغرين أن المجمع الصناعي العسكري هو الجزء الخاص من الدولة العميقة. ومع ذلك، اقترح مارك أمبايندر أن الخرافة حول "الدولة العميقة" هي أنها تعمل ككيان واحد؛ في الواقع، يقول: " الدولة العميقة تحتوي على جموع، وغالبًا ما تكون على خلاف مع بعضها البعض.
زعم أستاذ جامعة تافتس مايكل جلينون أن الرئيس باراك أوباما لم ينجح في مقاومة و / أو تغيير ما يسميه «الحكومة المزدوجة»: شبكة الدفاع والأمن القومي. شعر مايك لوفغرين أنه تم دفع أوباما إلى توجيه النظر نحو أفغانستان في عام 2009. حملة كبرى أخرى وعد بها أوباما كانت إغلاق معسكر معتقل خليج غوانتانامو، وهو ما لم يتمكن من تحقيقه. ويعزى ذلك بشكل غير مباشر إلى تأثير الدولة العميقة. يستخدم أنصار الرئيس دونالد ترامب هذا المصطلح للإشارة إلى الادعاءات بأن ضباط المخابرات ومسؤولي السلطة التنفيذية يوجهون السياسة من خلال التسرب أو غيرها من الوسائل الداخلية.
وفقًا لتقرير يوليو/تموز 2017 الصادر عن لجنة مجلس الشيوخ الأمريكي للأمن الداخلي والشؤون الحكومية، "تعرضت إدارة ترامب لضربات أمنية وطنية" بشكل يومي تقريبًا "وبمعدل أعلى بكثير من سابقاتها التي واجهتها".  قام كلا من ترامب وستيف بانون، كبيراستراتيجيه السابقين، بتقديم ادعاءات حول حالة عميقة يعتقدون أنها تتعارض مع أجندة الرئيس. في عام 2018، واصفا الدولة العميقة بأنها "بيروقراطية راسخة"، اتهم ترامب وزارة العدل الأمريكية "بأنها جزء من" الدولة العميقة " في بيان يدعو إلى محاكمة السياسية هوما عابدين.

زعم بعض حلفاء ترامب ووسائل الإعلام اليمينية أن الرئيس السابق باراك أوباما ينسق مقاومة الدولة العميقة لترامب. في حين أن الاعتقاد بوجود حالة عميقة أمر شائع بين مؤيدي ترامب، إلا أن النقاد يؤكدون أنه ليس له أساس في الواقع، بحجة أن مصادر التسريبات المحبطة لإدارة ترامب تفتقر إلى العمق التنظيمي للدول العميقة في البلدان الأخرى. وحذر النقاد أيضًا من أن استخدام المصطلح في الولايات المتحدة يمكن أن يقوض الثقة في المؤسسات الحيوية ويمكن استخدامه لتبرير قمع المعارضة. قال كاتب العمود المحافظ في واشنطن بوست منذ فترة طويلة، تشارلز كراوثامر، عن الاعتقاد بأن الدولة العميقة: 
"لا أؤمن بجنية الأسنان، فرسان الهيكل، بلدربرغ، بروتوكولات حكماء صهيون، مؤامرة يمينية واسعة، أو، في هذا الصدد، مؤامرة يسارية واسعة. هل يوجد في حكومة الولايات المتحدة بيروقراطيون فرديون هم من المحافظين الديمقراطيين الذين لا يحبون شيئًا سوى الإضرار بترامب؟ نعم، بالطبع هناك. هل هناك شبكة خفية من المتآمرين، حكومة الظل الخفية الدائمة الخبيثة؟ القمامة. وأود أن أضيف أن لي هارفي أوزوالد تصرف بمفرده دون مساعدة من والد تيد كروز".
تلخص مجلة رولينج ستون، التي نشرت تعليق كراوتهامر، مفهوم ديب ستيت "الدولة العميقة" بهذه الطريقة: "هل هناك بالفعل دولة عميقة؟ إذا كنت تقصد بيروقراطية راسخة، فعندئذ بالطبع هناك. إذا كنت تقصد مؤامرة على مستوى الحكومة، فإن الجواب هو يكاد يكون من المؤكد أن لا. تتتبع مجلة سالون إيمان دونالد ترامب في الدولة العميقة بمنظر نظرية المؤامرة أليكس جونز من إنفوارز، الذي، كما يقول،" يعتقد أن الحكومة - ويعرف أيضًا باسم «الدولة العميقة» - قد نظمت الهجمات والأحداث في جميع أنحاء العالم. ويشمل ذلك تفجير المبنى الفيدرالي في أوكلاهوما سيتي، والمذبحة التي وقعت في ساندي هوك (يدعي أن العديد من الآباء كانوا ممثلين)، وهجوم ماراثون بوسطن، وما إلى ذلك، "بما في ذلك الاعتقاد بأن هجوم 11 سبتمبر/أيلول كان "نفذت من قبل حكومة الولايات المتحدة." وتشير المجلة أيضًا إلى روجر ستون، حليف ترامب منذ زمن طويل، كأثر مؤثر.
كتب ستون العديد من الكتب التي تركز على نظريات المؤامرة، ويلقي باللوم على ليندون جونسون في وفاة الرئيس جون كينيدي، وأن والد عضو مجلس الشيوخ السياسي تيد كروز، كان متورطًا في هذا الاغتيال. في مقال نشرته مجلة The New York Review of Books ، نقل مايكل توماسكي عن نيوت غينغريتش أنه يستخدم المصطلح في سياق تحقيق روبرت مولر في يوليو 2018، مقتبسًا من غينغريتش قائلاً: «[مولر] ... غيض من الدولة العميقة الرمح يهدف إلى تدمير أو على الأقل تقويض وتشل رئاسة ترامب».ثم أضاف غينغريتش إلى البيان: «إن إعادة تعريف وقحة لمهمة مولر تخبرك بمدى تكبر الدولة العميقة ومدى ثقتها في أنها يمكن أن تفلت من أي شيء».
كتب أستاذ العلاقات الدولية بجامعة هارفارد ستيفن والت: «لا توجد مؤامرة سرية أو دولة عميقة تدير السياسة الخارجية للولايات المتحدة؛ وبقدر ما توجد نخبة من السياسة الخارجية من الحزبين، فإنها تختبئ في الأفق البسيط».تم استخدام المصطلح أيضًا في التعليقات على «الدولة العميقة» - مثل التأثير المزعوم الذي مارسه ضباط الجيش المحترفون مثل HR McMaster و John Kelly و James Mattis في إدارة ترامب. وصف عالم الأنثروبولوجيا سي أوجست إليوت هذه الدولة بأنها «الدولة الضحلة»: «أمريكا حيث يعمل الموظفون العموميون الآن كقوارب سحب تقود سفينة الرئيس المتسربة جدًا عبر المياه الضحلة وبعيدًا عن حطام سفينة محتمل». في 5 سبتمبر 2018، نشرت صحيفة نيويورك تايمز مقالًا مجهولًا بعنوان «أنا جزء من المقاومة داخل إدارة ترامب» كتبه «مسؤول كبير في إدارة ترامب». في المقال، انتقد المسؤول الرئيس ترامب وادعى «أن العديد من كبار المسؤولين في إدارة [ترامب] الخاصة يعملون بجد من الداخل لإحباط أجزاء من جدول أعماله وأسوأ ميوله». وصف زعيم الأغلبية في مجلس النواب كيفن مكارثي هذا كدليل على الدولة العميقة في العمل، وكتب ديفيد بوسي مقالة افتتاحية في قناة فوكس نيوز يزعم أن هذه كانت الدولة العميقة «تعمل ضد إرادة الشعب الأمريكي». ومع ذلك، كان هناك بعض الشكوك حول الأهمية الفعلية للمؤلف المجهول مع تقدير المئات أو الآلاف من المناصب المحتملة التي يمكن اعتبارها «كبار المسؤولين» والمفارقة الكامنة في فضح وجود مثل هذه المجموعة.

## استطلاعات الرأي
وفقًا لاستطلاع للرأي أجراه الأمريكيون، في أبريل 2017:
- اعتقد حوالي نصفهم (48٪)، أن هناك «دولة عميقة»، تُعرف باسم «المسؤولين العسكريين والاستخباراتيين والحكوميين، الذين يحاولون التلاعب بالحكومة سراً».
- بينما حوالي الثلث (35٪) اعتقد جميع المشاركين، أنها كانت نظرية مؤامرة.
- والباقي (17٪) ليس لديهم رأي.
- من أولئك الذين يعتقدون بوجود «دولة عميقة»، قال أكثر من نصفهم (58 ٪) أنها كانت مشكلة كبيرة.

وجد استطلاع للرأي أجري في مارس 2018:
- إن معظم المشاركين (63٪) لم يكونوا على دراية بمصطلح «الدولة العميقة»، لكن الغالبية تعتقد أنه من المحتمل وجود دولة عميقة في الولايات المتحدة، يتم وصفها بأنها «مجموعة من المسؤولين الحكوميين، والعسكريين، غير المنتخبين، الذين يتلاعبون سراً بالسياسة الوطنية المباشرة».

في استطلاع أجرته مجلة ذي إيكونوميست في أكتوبر 2019، بدون إعطاء تعريف معنى "الدولة العميقة" للمستجيبين للإستطلاع، وافق 70٪ من الجمهوريين، و 38٪ من المستقلين، و 13٪ من الديمقراطيين، أن "الدولة العميقة" كانت تحاول "الإطاحة بالرئيس ترامب.

## مفاهيم ذات صلة وثيقة
يشير بوب جيسوب، في كتابه «(الدولة: الماضي والحاضر والمستقبل)»، إلى تشابه ثلاثة بنى:
1. «الدولة العميقة»، التي يستشهد بها لتعريف مايك لوفغرين لعام 2014: «رابطة هجينة من عناصر الحكومة، وأجزاء من الممويلين والصناعيين رفيعي المستوى، قادرة بشكل فعال على الحكم .. دون الرجوع إلى موافقة المحكومين كما هو معلن، من خلال العملية السياسية الرسمية».
2. «الحالة المظلمة»، «شبكات من المسؤولين، والشركات الخاصة، ووسائل الإعلام، ومراكز الفكر، والمؤسسات، والمنظمات غير الحكومية، ومجموعات المصالح والقوى الأخرى، التي تهتم باحتياجات رأس المال، وليس احتياجات الحياة اليومية» بينما تكون «مخفية عن الجمهور»، نقلاً عن جيسون ليندسي (2013).
3. الفرع الرابع من حكومة الولايات المتحدة، يتألف من «مركز غير خاضع للرقابة، وغير خاضع للمساءلة أكثر من أي وقت مضى ... يعمل خلف ستار من السرية»، نقلاً عن توم إنجلهاردت (2014).[34]